# Nazaré
Nazaré este un oraș în statul Bahia (BA) din Brazilia.